# Monolithic Baby!
Monolithic Baby! è il sesto album in studio del gruppo rock statunitense Monster Magnet, pubblicato nel 2004.

## Tracce
Tutte le tracce sono di Dave Wyndorf tranne dove indicato.
1. Slut Machine – 3:28
2. Supercruel – 3:40
3. On the Verge – 5:54
4. Unbroken (Hotel Baby) – 3:42
5. Radiation Day – 4:56
6. Monolithic – 4:39
7. The Right Stuff (Robert Calvert) – 4:32
8. There's No Way Out of Here (Ken Baker) – 4:10
9. Master of Light – 4:45
10. Too Bad – 3:33
11. Ultimate Everything – 7:26
12. CNN War Theme – 3:35
13. King of Mars 2004 (Bonus Track) - 4:27
14. Venus in Furs (Velvet Underground cover) (Bonus Track) - 4:51

## Formazione
- Dave Wyndorf - chitarra, voce
- Ed Mundell - chitarra
- Phil Caivano - chitarra
- Jim Baglino - basso
- Michael Wildwood - batteria